# Moscovi
El moscovi és l'element sintètic de la taula periòdica el símbol temporal del qual és Mc i el seu nombre atòmic és 115. El nom es deriva de l'antiga terra russa de Moscòvia, la regió de Moscou on vivien i treballaven les persones que el van produir per primera vegada a l'Institut de Recerca Nuclear a la ciutat de Dubnà.

## Història

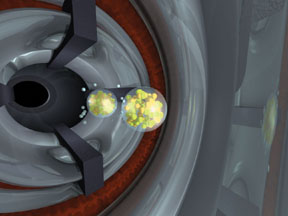
Simulació del moment abans del xoc d'un ió calci 48 amb un nucli d'americi 243

El 1969 s'elaborà una nova teoria que tenia en compte l'estructura de la matèria nuclear, donant diferents prediccions: la pèrdua d'estabilitat progressiva dels nuclis dels elements transurànids es podria recuperar en el domini dels nuclis molt pesants i rics en neutrons (amb nombres màssics al voltant de 280-300). A prop del nombre "màgic" de protons i neutrons, Z = 114 i N = 184, a la taula periòdica apareix una àmplia àrea d'elements relativament estables que s'anomena l'illa d'estabilitat; el moscovi, amb Z = 115, és un d'aquests elements. Addicionalment, l'estructura interna del nucli {\displaystyle {\ce {^288_115Mc}}} –amb un nombre senar de protons i neutrons (Z = 115, N = 173)– prevé en gran manera la fissió espontània, per la qual cosa és probable que el nucli pateixi una desintegració alfa. L'emissió d'una partícula alfa forma un nucli imparell del nihoni (Z = 113) que, per les mateixes raons, també patirà una desintegració alfa.
El 2010, científics de l'Institut de Recerca Nuclear de Dubnà, Rússia, sota la direcció de Iuri Honrar Oganessian, i del Laboratori Nacional de Lawrence Berkeley de Berkeley, Califòrnia, EUA, anunciaren la producció de quatre àtoms de moscovi obtinguts al ciclotró U400 en bombardejar americi 243 amb cations de calci 48. S'obtingueren dos isòtops de moscovi de nombres màssics 287 i 288, i neutrons que s'alliberaren. Les equacions són:
{\displaystyle {\ce {^243_95Am + ^48_20Ca -> ^287_115Mc + 4 ^1_0n}}}{\displaystyle {\ce {^243_95Am + ^48_20Ca -> ^288_115Mc + 3 ^1_0n}}}
Ambdós isòtops van decaure en 46,6 i 19-280 mil·lisegons, respectivament, mitjançant l'emissió de partícules alfa, donant nihoni 283 i nihoni 284, respectivament:
{\displaystyle {\ce {^287_115Mc -> ^283_113Nh + ^4_2He}}}{\displaystyle {\ce {^288_115Mc -> ^284_113Nh + ^4_2He}}}

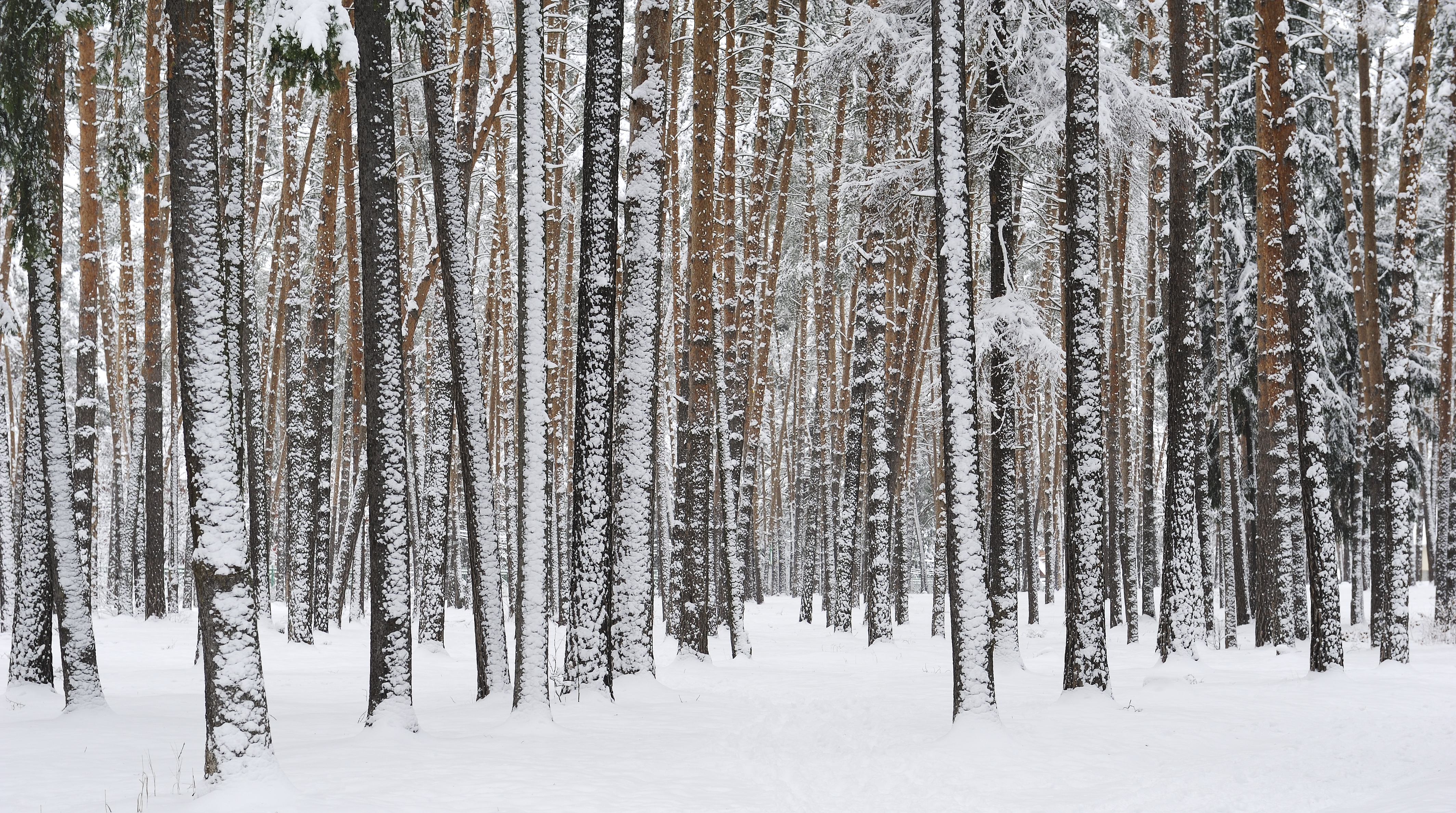
Paisatge d'hivern de l'óblast de Moscou

El gener del 2016, el descobriment de moscovi fou reconegut per la Unió Internacional de Química Pura i Aplicada (IUPAC) i per la Unió Internacional de Física Pura i Aplicada (IUPAP). Els descobridors l'anomenaren moscovi en honor de l'antiga terra russa de Moscòvia, la regió de Moscou on vivien i treballaven els membres de l'equip de l'Institut de Recerca Nuclear de Dubnà.

## Propietats
El moscovi pertany al grup 15 de la taula periòdica, constituït pel nitrogen, fòsfor, arsènic, antimoni i bismut. Tots aquests elements tenen una configuració electrònica de cinc electrons a la capa de valència ({\displaystyle ns^{2}np^{3}}), que els dona les seves propietats químiques. Per això, hom pot d'esperar que el moscovi tingui una configuració de valència del tipus {\displaystyle 7s^{2}7p^{3}} similar. No obstant això la separació espín-òrbita, amb estats {\displaystyle 7s_{1/2}^{2}7p_{1/2}^{2}7p_{3/2}^{1}}, i els efectes relativistes són cada vegada més importants conforme augmenta el nombre atòmic. Això implica una energia d'ionització molt menor per a l'electró {\displaystyle p_{3/2}} que per als electrons {\displaystyle p_{1/2}}, la qual cosa podria fer que el catió moscovi(1+) se sembli més al catió tal·li (1+) que al catió bismut(1+), en contra del que és norma a la taula periòdica –el bismut està situat just damunt del moscovi i el tal·li dues caselles abans que el bismut, al grup 13–. De la mateixa forma, l'estabilització dels electrons {\displaystyle 6s} que ja es comença a observar en el bismut s'espera molt més marcada en el moscovi. A més de l'estat d'oxidació +1 hom preveu que també pugui tenir el +3.

## Isòtops

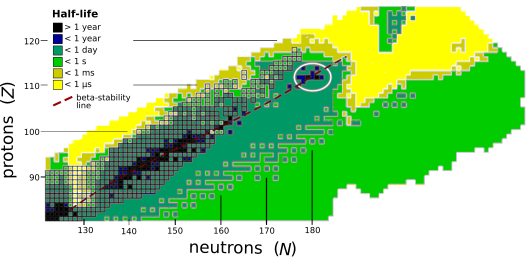
La ubicació esperada de l'illa d'estabilitat. La línia puntejada és la línia d'estabilitat beta.

Actualment s'han observat quatre isòtops del moscovi, el {\displaystyle {\ce {^283Mc}}} i el {\displaystyle {\ce {^284Mc}}}, que foren els primers descoberts, i també els {\displaystyle {\ce {^289Mc}}} i el {\displaystyle {\ce {^290Mc}}}, observats en la desintegració alfa del tennes 293 i del tennes 294 respectivament:
{\displaystyle {\ce {^293_117Ts -> ^289_115Mc + ^4_2He}}}{\displaystyle {\ce {^294_117Ts -> ^290_115Mc + ^4_2He}}}
Aquests dos darrers tenen un període de semidesintegració superior als altres d'acordel nombre més gran de neutrons. Entre 1140 ms i 450 ms pel {\displaystyle {\ce {^290Mc}}} i entre 450 ms i 250 ms pel {\displaystyle {\ce {^289Mc}}}.
L'isòtop hipotètic 291Mc és un cas especialment interessant ja que només té un neutró més que l'isòtop de moscovi més pesant conegut, 290Mc. Es podria sintetitzar de manera plausible com la filla de 295Ts, que alhora es podria formar a partir de la reacció 249Bk(48 Ca,2n)295Ts. Els càlculs mostren que pot tenir un mode significatiu de captura d'electrons o emissió de positrons a més a la desintegració alfa i també té una vida mitjana relativament llarga de diversos segons. Això produiria 291Fl, 291Nh, i finalment 291Cn que s'espera que estar al mig de l'illa d'estabilitat i tenir una vida mitjana d'aproximadament 1.200 anys, el que brinda l'esperança més probable d'arribar al centre de l'illa utilitzant la tecnologia actual Els possibles inconvenients són que s'espera que la secció eficaç de la reacció de producció de 295Ts sigui baixa i que les propietats de descomposició dels nuclis superpesants tan a prop de la línia d'estabilitat beta estan en gran manera sense explorar. Els isòtops lleugers 284Mc, 285Mc y 286Mc podrien generar-se a partir del 241 Reacció Am+48Ca. Se sotmetrien a una cadena de desintegracions alfa, que acabarien en isòtops de transactínids massa lleugers per ser produïts per fusió calenta i massa pesants per ser produïts per fusió freda. L'isòtop 286Mc va ser trobat el 2021 a Dubna, en la reacció 243Am(48Ca,5n)286Mc: es descompon al ja conegut 282Nh i les filles.
Altres possibilitats de sintetitzar nuclis a l'illa d'estabilitat inclouen la quasifisió (fusió parcial seguida de fissió) dun nucli massiu. Aquests nuclis tendeixen a fissionar-se, expulsant el doble número màgic o gairebé el doble de fragments màgics com calci-40, estany-132, plom-208 o bismut-209. Recentment, s'ha demostrat que les reaccions de transferència de múltiples nucleons en col·lisions de nuclis d'actínids (com urani i curi) podrien utilitzar-se per sintetitzar el neutró -nuclis superpesants rics ubicats a l'illa d'estabilitat, encara que la formació dels elements més lleugers nobeli o el seaborgi és més afavorit. Una darrera possibilitat per sintetitzar isòtops prop de l'illa és usar explosions nuclears controlades per crear un flux de neutrons prou alt com per passar per alt la bretxa d'inestabilitat en 258–260Fm i a número de massa 275 (números atòmics 104 a 108), imitant el procés r en què els actínids es van produir per primera vegada a la natura i es va eliminar la bretxa d'inestabilitat al voltant del radó. Alguns d'aquests isòtops (especialment 291Cn i 293Cn) fins i tot poden haver-se sintetitzat a la natura, però s'haurien desintegrat massa ràpid (amb vides mitjanes de només milers d'anys) i s'haurien produït en quantitats massa petites (al voltant de 10−12 l'abundància de plom) per ser detectables com a nuclis primordials avui fora dels raigs còsmics.

## Nucleosíntesi
| Objectiu | Projectil | CN    | Resultat                        |
| -------- | --------- | ----- | ------------------------------- |
| 208Pb    | 75As      | 283Mc | Reacció encara no s'ha intentat |
| 232Th    | 55Mn      | 287Mc | Reacció encara no s'ha intentat |
| 238U     | 51V       | 289Mc | Reacció no reeixida             |
| 237Np    | 50Ti      | 287Mc | Reacció encara no s'ha intentat |
| 244Pu    | 45Sc      | 289Mc | Reacció encara no s'ha intentat |
| 243Am    | 48Ca      | 291Mc | Reacció reeixida                |
| 241Am    | 48Ca      | 289Mc | Reacció reeixida                |
| 248Cm    | 41K       | 289Mc | Reacció encara no s'ha intentat |
| 249Bk    | 40Ar      | 289Mc | Reacció encara no s'ha intentat |
| 249Cf    | 37Cl      | 286Mc | Reacció encara no s'ha intentat |

## El moscovi a la taula periòdica dels elements
El 5 de desembre del 2016 la Unió Internacional de Química Pura i Aplicada (IUPAC) i la Unió Internacional de Física Pura i Aplicada (IUPAP) van aprovar la seva denominació juntament amb tres elements més com el nihoni, tennes i oganessó. A més va ser agregat a la taula periòdica dels elements, igual que els altres tres.